# Dugovalno zračenje Zemlje
Dugovalno zračenje Zemlje ili  dugovalno toplinsko zračenje Zemlje je dio infracrvenoga zračenja valne duljine od 4 do 50 μm, koje nastaje apsorpcijom (upijanjem) Sunčeva kratkovalnog zračenja iz Sunčeve svjetlosti. Dio tog infracrvenog zračenja (dugovalnog zračenja Zemlje) odlazi u svemir (oko 30%), a veći dio (oko 70%) vraća se prema Zemlji kao protuzračenje atmosfere, koje time povećava temperaturu Zemljine površine (staklenički učinak).

## Objašnjenje
Najveći dio apsorbirane energije Sunčeva zračenja Zemlja pretvara u toplinu. Tako zagrijana Zemljina površina emitira natrag u atmosferu svoje elektromagnetsko zračenje, i to u infracrvenom području spektra (dugovalno zračenje). Valna duljina i jakost (intenzitet) Zemljina dugovalnog zračenja ovise o temperaturi Zemljine površine T0. Energija L0 koju zrači Zemlja iznosi:
{\displaystyle L_{0}=k\cdot \sigma \cdot T_{0}^{4}}
gdje je: L0 - zračenje Zemlje po jedinici ploštine (indeks 0 označuje da se radi o površini Zemlje, a zračenje je usmjereno od tla u atmosferu), k - koeficijent ovisan o vrsti tla (najčešće iznosi 0,95, na primjer za suhi pijesak k = 0,949, a za gustu zelenu travu k = 0,986), σ - Stefan–Boltzmannova konstanta, T0 - apsolutna temperatura Zemljine površine. Gornji izraz je zapravo Stefan-Boltzmannov zakon zračenja crnog tijela, ispravljen koeficijentom k za uvjete na Zemljinoj površini koja u fizikalnom smislu nije crno nego sivo tijelo. 
Zemlja emitira dugovalno zračenje tokom dana i noći s maksimalnom jakošću (intenzitetom) u podnevnim i minimalnim u noćnim satima. Budući da je kratkovalno zračenje Sunca samo po danu, na Zemljinu tlu postoji stalna razlika između Sunčeva zračenja i dugovalnog zračenja Zemlje. Po vedrom danu tlo prima više energije nego što je emitira, a po noći tlo samo predaje energiju. U ljetnim danima tlo prima više energije nego što je gubi, dok je zimi obrnuto. U godišnjem prosjeku tlo gubi više energije nego je prima kratkovalnim zračenjem Sunca, no Zemlja se ipak postepeno ne ohlađuje, jer tlo osim kratkovalnog zračenja Sunca prima i dugovalno zračenje atmosfere.

### Protuzračenje atmosfere
Osim kratkovalnog zračenja Sunca, u atmosferu prodire i dugovalno zračenje, emitirano s površine Zemlje. Za razliku od kratkovalnog zračenja Sunca, koje atmosfera uglavnom propušta i od njega se samo vrlo malo zagrijava, dugovalno zračenje Zemlje emitirano u atmosferu apsorbiraju vodena para, ugljikov dioksid i ozon, a vrlo malo neki spojevi dušika i ugljikovodici. Ugljikov dioksid i vodena para selektivno apsorbiraju infracrveno zračenje u području od 5 do 7 μm i valove duljine od 17 μm, a uopće ne apsorbiraju zračenje u području od 8,5 do 12 μm za koje je atmosfera potpuno propusna. Zato zračenja valne duljine λ = 8,5 - 12 μm odlaze u međuplanetarni prostor i za Zemlju su izgubljena. Zbog apsorpcije dugovalnog zračenja, atmosfera se zagrijava, a prema Wienovu zakonu pomaka, zbog svojih niskih temperatura atmosfera emitira dugovalno zračenje velikih valnih duljina od 2 do 80 μm. Jedan dio tog zračenja odlazi iz atmosfere u svemir (oznaka L∞↑), pa je izgubljen za sustav Zemlje i atmosfere, a drugi dio, koji je usmjeren prema površini Zemlje (oznaka L0↓), vraća energiju zračenja prema tlu i naziva se protuzračenjem atmosfere. 
Protuzračenje atmosfere ima svoj dnevni hod s najnižim vrijednostima sat poslije izlaska Sunca. Protuzračenje atmosfere ovisi i o vlazi zraka i naoblaci. Povećanjem vlage i naoblake protuzračenje atmosfere se povećava.
Razlika između dugovalnog zračenja tla i protuzračenje atmosfere naziva se efektivnim zračenjem. Temperatura je atmosfere najčešće niža od temperature Zemljine površine, pa je stoga efektivno zračenje većinom negativno, osim pri jakim inverzijama i visokoj vlazi, kad je protuzračenje atmosfere jače od dugovalnog zračenja podloge. Najveće vrijednosti efektivnog zračenja javljaju se ljeti pri vedrom nebu.